# Роховце (Рожњава)
Роховце (слч. Rochovce) насељено је мјесто са административним статусом сеоске општине (слч. obec) у округу Рожњава, у Кошичком крају, Словачка Република.

## Становништво
| Година:    | 1994. | 2004.   | 2014.   | 2024.   |
| ---------- | ----- | ------- | ------- | ------- |
| Број људи: | 297   | 322     | 339     | 366     |
| Разлика:   |       | +8,41 % | +5,27 % | +7,96 % |

| Година:    | 2023. | 2024.   |
| ---------- | ----- | ------- |
| Број људи: | 363   | 366     |
| Разлика:   |       | +0,82 % |

Према подацима о броју становника из 2011. године насеље је имало 340 становника.